# Cristo

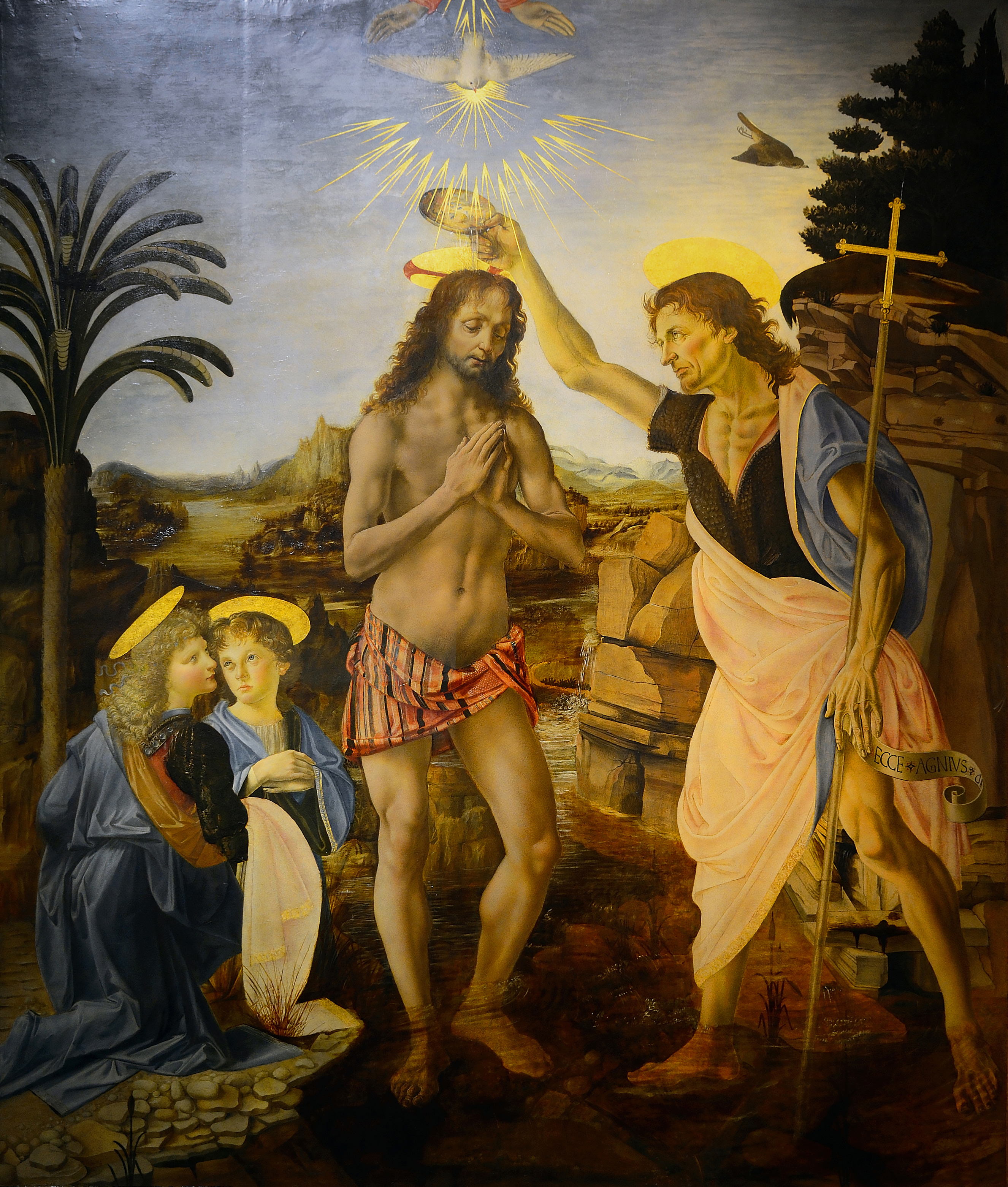
Il battesimo nel Giordano con il quale Gesù divenne «Cristo» attraverso l'unzione dello Spirito

Cristo (dal greco antico Χριστός?, Christós) è la traduzione greca del termine ebraico mašíakh (מָשִׁיחַ, «unto»), da cui proviene l'italiano messia. Il significato di questo titolo onorifico deriva dal fatto che nell'antico Medio Oriente re, sacerdoti e profeti erano solitamente scelti e consacrati tramite l'unzione con oli aromatici.

## Uso del termine
Nell'Antico Testamento l'unzione del Signore era riservata al sommo sacerdote, ai re di Israele e ai loro profeti. Nella Septuaginta, tuttavia, la parola messia compare soltanto due volte in Daniele 9:26 e nel Salmo 2:2 in riferimento al principe promesso ad Israele, quale titolo riservato esclusivamente a colui che secondo la promessa del Signore avrebbe dovuto essere nello stesso tempo Re e Salvatore.

### Presso i cristiani
Il termine viene utilizzato come titolo di Gesù dai cristiani che lo riconoscono come il Messia inviato da Dio per la realizzazione del regno dei cieli.
Al tempo di Gesù, il giudaismo del Secondo Tempio presentava notevoli differenze di ordine sociale, politico, culturale e religioso fra le tribù di Israele. Ciononostante i Giudei hanno utilizzato per secoli il termine moshiach (l'Unto) per riferirsi al Messia dei profeti. Numerosi passaggi dell'Antico Testamento sono reputati dalla religione ebraica come elementi a carattere messianico, pur con differenti sfumature di significato, ma in numero nettamente maggiore a quelli riconosciuti come tali dalla cristianità.

Nel Vangelo secondo Luca (Lc4,16-19) Gesù predica nella sinagoga di Nazaret con riferimento all'Unzione del Signore, come profetizzata da Isaia: 
(Luca capitolo 4 versi 16-19)

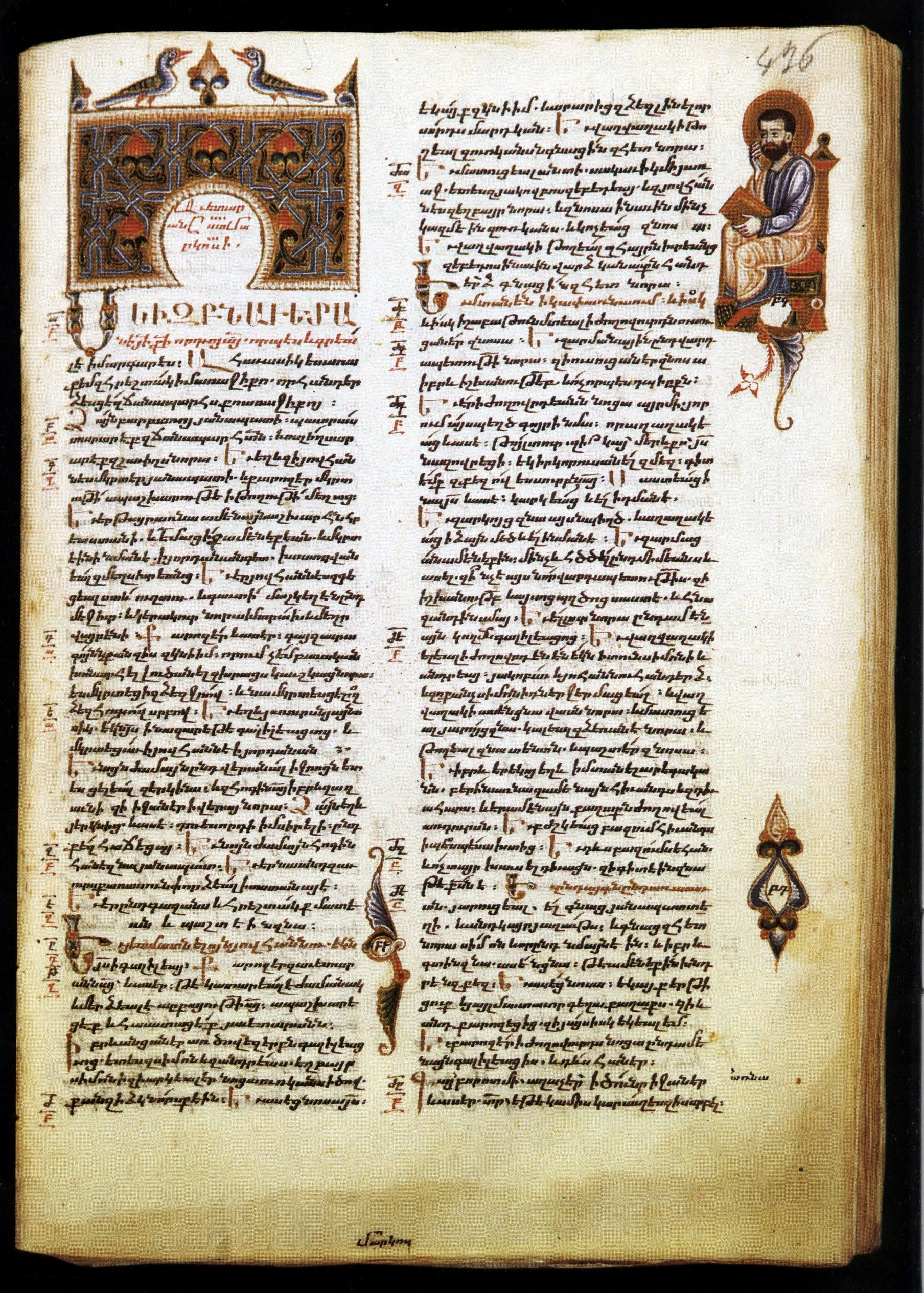
Pagina iniziale del Vangelo secondo Marco, di Sargis Pitsak (XIV secolo)

Il Nuovo Testamento riconosce e identifica il Messia delle profezie in Gesù il Nazareno, cui San Pietro apostolo e primo pontefice riserva le parole: «Tu sei il Cristo, il Figlio del Dio vivente» (Confessione di Pietro). Allo stesso modo il primo verso del Vangelo secondo Marco identifica Gesù con il Cristo e il Figlio di Dio. Tuttavia sempre Marco non utilizza mai la parola "Cristo" come sostitutivo o come parte del nome proprio di persona di Gesù. Invece il primo verso del Vangelo secondo Matteo utilizza la parola Cristo come nome proprio e al verso 16 afferma «Gesù, chiamato il Cristo». Infine, nel Vangelo secondo Giovanni, Gesù definisce sé stesso "il Figlio di Dio" un numero di volte maggiore di quello riscontrato nei tre sinottici. In Giovanni 11,27, Marta disse a Gesù: «tu sei il Cristo, il Figlio di Dio, che viene nel mondo», a significare che entrambi i titoli erano generalmente accettati (ma considerati distinti) tra i seguaci di Gesù prima della risurrezione di Lazzaro.
L'integrazione dell'articolo determinativo nel nome di Cristo e il suo progressivo mutare da titolo a nome proprio, a sé stante, indica che i Cristiani riconoscevano in Gesù il Nazareno il Messia profetizzato nell'Antico Testamento, in un modo migliore e in un grado più alto rispetto al popolo ebraico.

### Risposta di Gesù alla domanda se fosse Cristo
Durante il processo del Sinedrio, potrebbe sembrare dal racconto di Matteo che Gesù inizialmente rifiutò una risposta diretta alla domanda del sommo sacerdote Caifa: "Sei tu il Messia, il Figlio di Dio?", dove viene data la sua risposta semplicemente come Σὺ εἶπας (Su eipas, "Tu [singolare] l'hai detto").
Allo stesso modo, ma in modo diverso, in Luca, si dice che tutti i presenti chiedano a Gesù: "Sei tu dunque il Figlio di Dio?", a cui Gesù avrebbe risposto: Ὑμεῖς λέγετε ὅτι ἐγώ εἰμι (Hymeis legete hoti ego eimi, "Voi [plurale] dite che io sono». Nel Vangelo di Marco, invece, alla domanda di Caifa «Sei tu il Messia, il Figlio del Beato?», Gesù dice al Sinedrio: ego eimi, "io [lo] sono"). Talvolta, nella letteratura ebraica l'espressione "l'hai detto" potrebbe equivalere con una certa forzatura a "hai ragione".
La presunzione messianica era meno significativa della presunzione di divinità, che causò l'accusa di blasfemia da parte del sommo sacerdote e la conseguente richiesta di condanna a morte. Al cospetto della corte di Pilato, invece, fu solo l'affermazione della sua dignità regale a dar fondamento alla sua condanna.

### Cristo nelle Epistole paoline

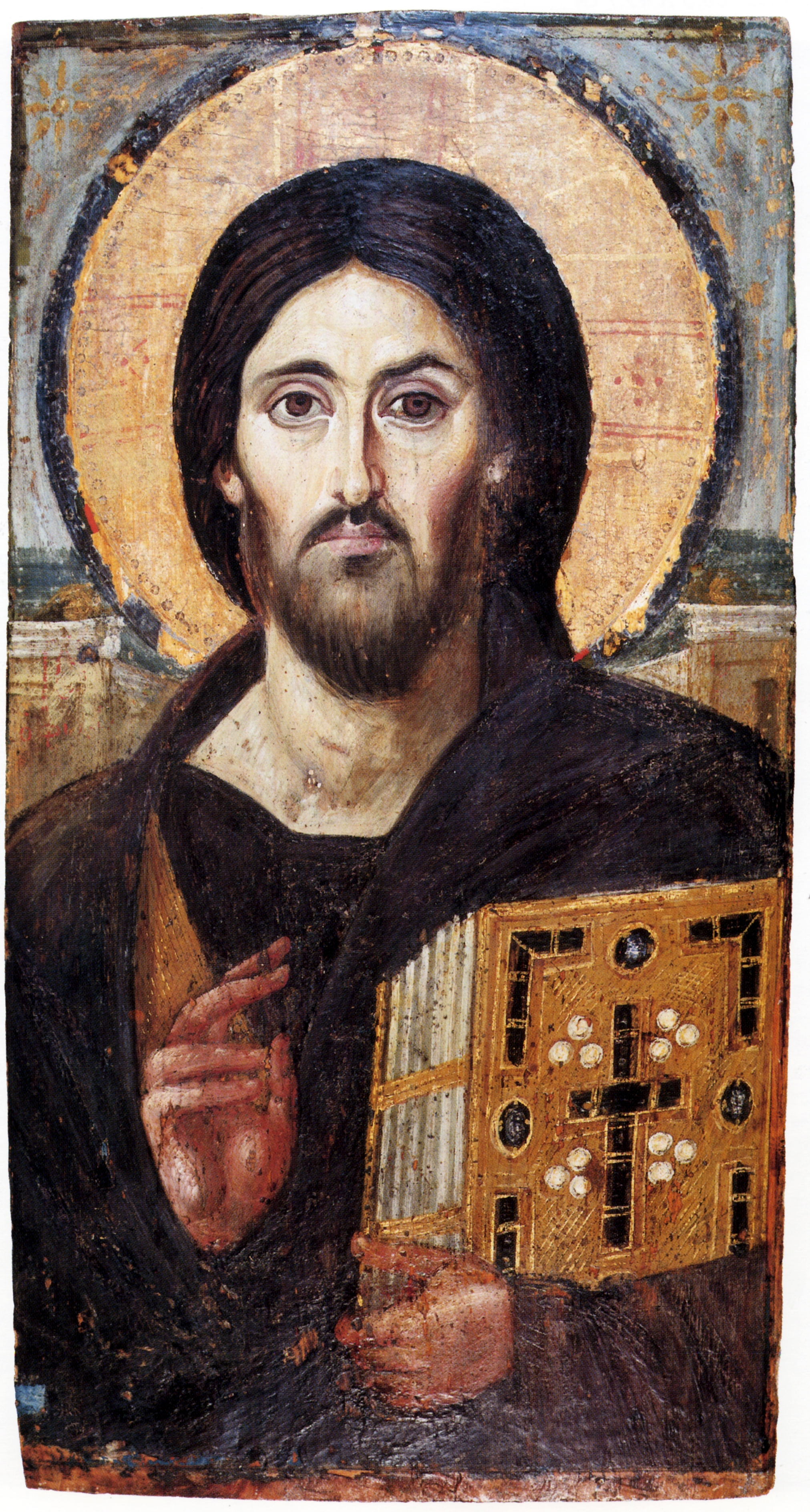
Icona di Gesù Cristo, Monastero di Santa Caterina sul Monte Sinai

La parola "Cristo" è strettamente associata a Gesù nelle epistole paoline, il che suggerisce che i primi cristiani sottintendessero che Gesù fosse Cristo, perché ciò era considerato ampiamente accettato tra loro. 
Paolo usava il termine Khristós per riferirsi chiaramente a Gesù, e poteva impiegare espressioni come "in Cristo" per riferirsi ai seguaci di Gesù, come in 1 Corinzi 4:15 e Romani 12:5. Paolo lo ha proclamato come il Nuovo Adamo, che ha restaurato attraverso l'obbedienza ciò che il primo Adamo aveva fatto perdere disobbedendo a Dio.

### Uso della parolaMessiain Giovanni
L'ellenizzazione Μεσσίας (Messías) è usata due volte per indicare "Messia" nel Nuovo Testamento: dal discepolo Andrea in Giovanni 1:41 e dalla donna samaritana al pozzo in Giovanni 4:25. In entrambi i casi, il testo greco specifica subito dopo che la parola "Messia" significa "il Cristo".

## Differenze tra Cristo e Gesù
Presso gli gnostici il Cristo era considerato un'entità diversa da quella dell'uomo Gesù, discesa su quest'ultimo al momento del battesimo nel Giordano. Tertulliano ad esempio riferisce che, secondo costoro, Cristo si sarebbe poi allontanato da lui al momento dell'interrogatorio davanti a Pilato. Ireneo di Lione e altri padri della Chiesa sostenevano invece che Cristo fosse solo il nome da lui ottenuto a seguito dell'unzione dello Spirito Santo, e che il battesimo perciò presupponesse già l'assunzione della carne da parte del Figlio di Dio.
In ogni caso, nel sistema gnostico di Valentino, Cristo è uno degli Eoni, cioè una delle emanazioni del Padre supremo, generato da quest'ultimo per rimediare all'errore dell'Eone femminile Sophia, che per la sua concupiscenza aveva partorito un mondo pervaso dalla sofferenza.
In età moderna, la differenza tra Cristo e Gesù è stata ribadita nelle correnti dell'esoterismo occidentale, come lo gnosticismo moderno, la teosofia e l'antroposofia.

## Simboli del Cristo

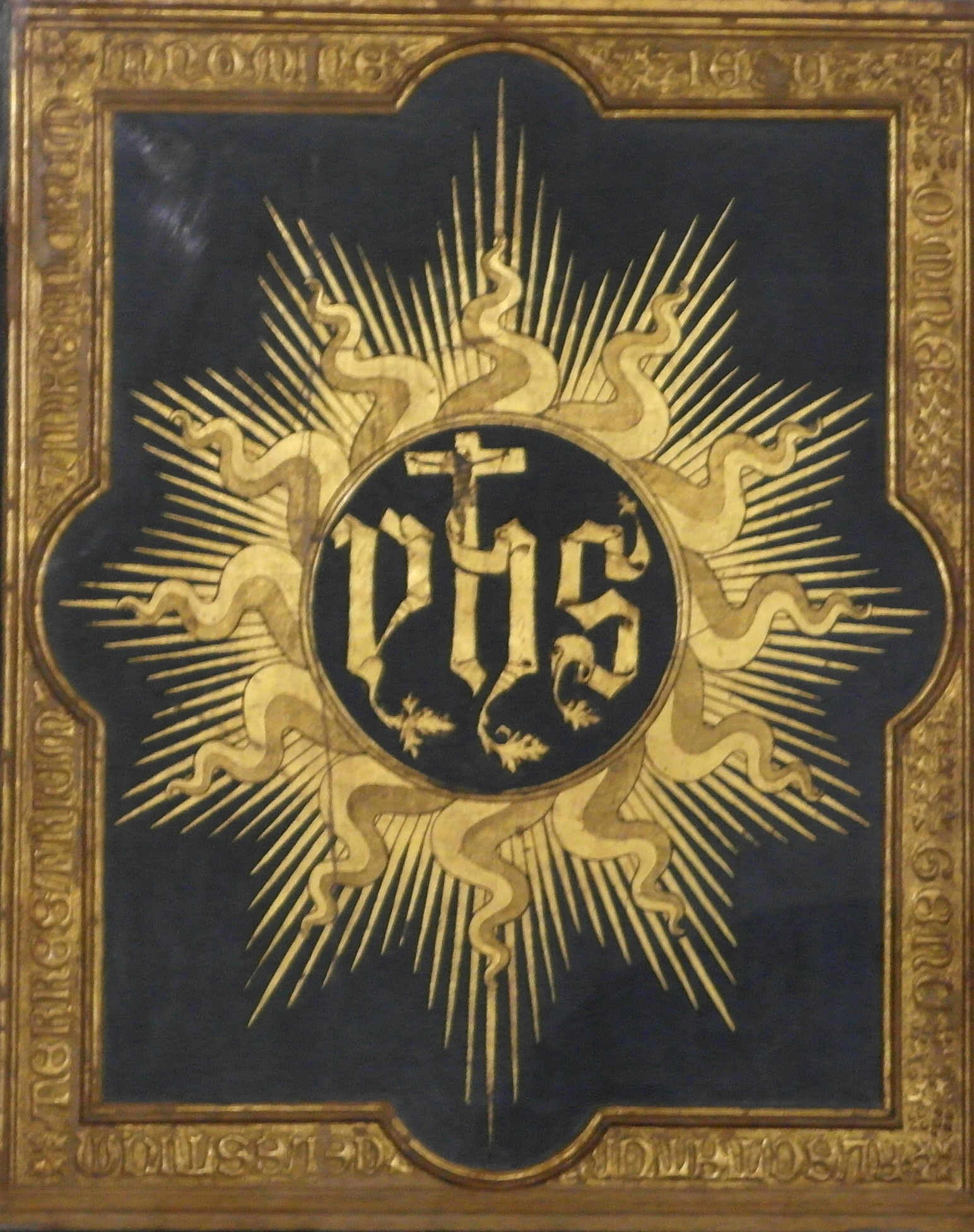
Cristogramma solare nella Chiesa di San Francesco a Prato

Tra i vari simboli del Cristo, l'uso di "Χ" come sua abbreviazione sembra derivare dalla lettera greca chi (χ), iniziale della parola Christós (Χριστός). Uno dei primi cristogrammi è il simbolo Chi Rho, ritenuto una sovrapposizione delle sue prime due lettere, appunto chi (Χ) e rho (Ρ) maiuscole, per produrre il simbolo ☧.
La parola inglese Christ-mas, cioè natale, viene appunto abbreviata in Χmas per questo.
Altri simboli sono l'alfa e omega, l'ichthys, la mandorla o vesica piscis.

### Simbologia solare del Cristo

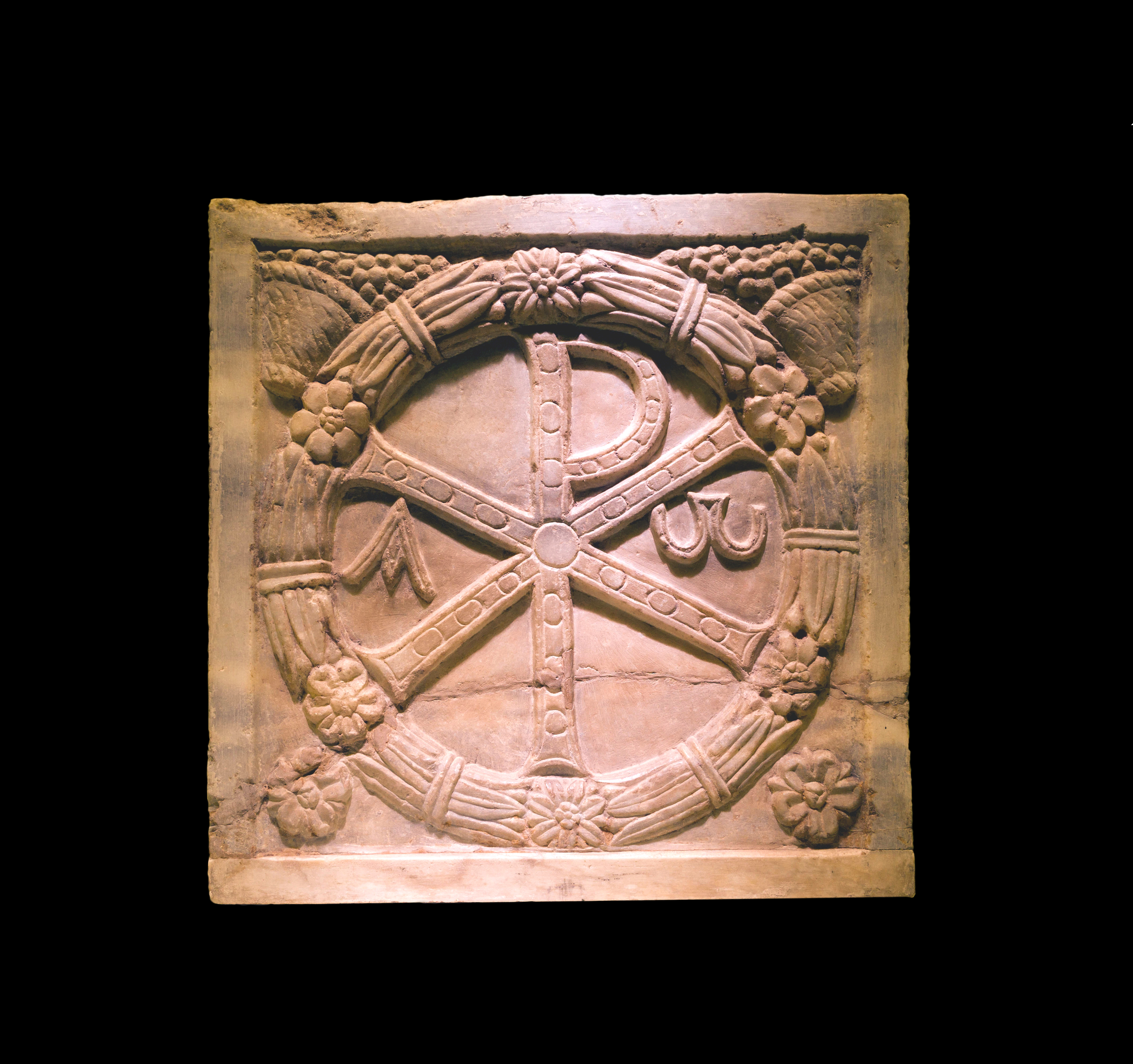
Monogramma solare di Cristo su un sarcofago del IV secolo, Musei Vaticani, Roma

Nei primordi del cristianesimo inoltre, alla qualifica del Cristo era attribuita la simbologia propria di una divinità solare, attestata, tra l'altro, dal fatto che il giorno della sua nascita veniva a coincidere con la festa del Dies Natalis Sol Invictus.
I primi cristiani pregavano in direzione del Sole nascente, e per molti secoli le chiese furono costruite con l'abside orientata verso est. In seguito l'identificazione del Cristo con il Sole rimase codificata nei simboli utilizzati nelle chiese.
Nel Medioevo la discesa del Cristo-Sole nel calice della Luna diede luogo all'iconografia del sacro Graal.
Agli inizi del Rinascimento, con il riemergere di correnti ermetico-esoteriche facenti capo a una prisca theologia di stampo neoplatonico, Giovanni Pico della Mirandola ribadiva che «il Messia non ci può venir presentato da nessun simbolo meglio che dal Sole», mentre Marsilio Ficino spiegava che «nulla si trova nel mondo che più del Sole rassomigli alla divina Trinità: la fecondità indica il Padre, la luce simile all'intelligenza rappresenta il Figlio concepito secondo intelligenza, il calore lo Spirito d'amore».
Un secolo dopo anche Tommaso Campanella scriveva nella Città del Sole che gli abitanti di codesta utopia servono Dio «sotto l'insegna del Sole, ch'è insegna e volto di Dio, da cui viene la luce, e 'l calore e ogni altra cosa».
Nell'antroposofia moderna, il Cristo non è soltanto un'immagine del Sole, ma lo Spirito Solare stesso, il quale secondo Rudolf Steiner è ciò che rende il cristianesimo una religione universale, comune a tutti gli umani, poiché il Sole irraggia allo stesso modo su ogni punto della Terra, a differenza del paganesimo (da pagus, «luogo») che invece associava il divino a specifici culti locali.

## Cristologia
Lo studio su Cristo e sulla sua natura è denominato cristologia, letteralmente "discorso su Cristo". 
Dal secondo al quinto secolo, vi sono stati accesi dibattiti se Cristo avesse natura umana oltre a quella divina. Il Concilio di Calcedonia del 451 emanò una formulazione dell'unione ipostatica delle due nature in Cristo (diofisismo). La maggior parte dei rami principali del cristianesimo occidentale e dell'ortodossia orientale sottoscrivono questa formulazione, mentre molti rami delle Chiese ortodosse orientali la rifiutano, aderendo al miafisismo.
La dottrina cristologica andò precisandosi nei concili successivi, che condannarono come eretiche varie posizioni non allineate.
Secondo la Summa Theologica di Tommaso d'Aquino, il termine Cristo significa unzione non solo della divinità ma anche dell'umanità.
Controparte del Cristo è la figura di Maria, che col suo assenso ne ha consentito l'incarnazione e venuta nel mondo. Ella è perciò chiamata Madre di Dio, talora assimilata alla Luna, che con la sua falce accoglie il Sole.

### Cristo nell'Eucaristia
La Chiesa cattolica crede che l'Eucaristia sia stata istituita da Cristo nell'Ultima Cena. Essa cioè riattualizza in modo incruento e vivamente presente il sacrificio del Golgota, poiché il sacerdote celebrante opera in persona Christi.
Per secoli si è dibattuto in che modo Cristo fosse presente nell'ostia e nel vino consacrati.
La posizione prevalente, quella della transustanziazione, sostiene che il pane e il vino perdano la loro natura sostanziale, assumendo quella di Cristo, mantenendo però i loro «accidenti» esteriori; la dottrina della consustanziazione invece, diffusa in ambito luterano, ritiene che Cristo sia presente insieme alla sostanza del pane e del vino, che quindi resterebbe inalterata.